# NMEA 0183
NMEA 0183 è uno standard utilizzato soprattutto in nautica e nella comunicazione di dati satellitari GPS. L'ente che sviluppa e gestisce il protocollo è la National Marine Electronics Association.

## Struttura generale delle sentences
Tutte le sentences hanno una struttura del tipo:
```
$PREFISSO,dato1,dato2 ... datoN-1,datoN*CHECKSUM
```

La frase inizia sempre con $ e termina sempre con CR LF. Ogni frase è lunga al massimo 80 caratteri.

### Prefisso
Il prefisso è la prima parte della stringa, che serve a specificare di che tipo è il talker, ad esempio, autopilota, dispositivo GPS, controllo velocità, controllo direzione, ecc.
In caso dell'utilizzo di un dispositivo GPS, il prefisso è GP seguito dal tipo della frase. Tutte le frasi vengono identificate con 3 lettere (es: RMC,RMB, ecc.).
Un dispositivo GLONASS utilizza il prefisso GL, mentre un ricevitore GNSS utilizza il prefisso GN

### Checksum
Il Checksum viene calcolato escludendo il carattere di inizio stringa e il carattere *. L'algoritmo usato è l'exclusive OR 8bit, componendo il risultato in 2 lettere o numeri. La cifra più significativa delle due verrà inviata per prima.
Esempio di funzione per il calcolo del checksum di una stringa NMEA in Python: 
```
def
 
Checksum_NMEA
(
stringa_input
):

    
# Calcolo del checksum in formato NMEA - attenzione, per semplicità le eccezioni non sono gestite

    
payload_start
 
=
 
stringa_input
.
find
(
'$'
)
 
+
 
1
  
# trova il primo carattere dopo $

    
payload_end
   
=
 
stringa_input
.
find
(
'*'
)
      
# trova il carattere *

    
payload
 
=
 
stringa_input
 
[
 
payload_start
 
:
 
payload_end
 
]
   
# dati di cui fare XOR

    
ck
 
=
 
0

    
for
 
ch
 
in
 
payload
:
      
# ciclo di calcolo del checksum

        
ck
 
=
 
ck
 
^
 
ord
(
ch
)
   
# XOR

    
str_ck
 
=
 
'
%02X
'
 
%
 
ck
    
# trasforma il valore calcolato in una stringa di 2 caratteri

    
return
(
str_ck
)

```

## Le frasi
Le frasi sono in totale più di 50, la maggior parte proprietarie di ciascun dispositivo. Le frasi standard e più comuni del protocollo sono:
- $GPRMC
- $GPRMB
- $GPGGA
- $GPGSA
- $GPGLL
- $GPGSV
- $GPRTE